# Kwame Brown
Kwame Hasani Brown (Charleston, Carolina del Sur, 10 de marzo de 1982) es un exjugador de baloncesto estadounidense que disputó 12 temporadas en la NBA. Con 2,11 metros de estatura, jugaba en la posición de pívot. Es considerado como una de las peores elecciones de número uno del draft de la NBA.

## Carrera deportiva

### Instituto
Considerado como el mejor jugador de instituto, Brown compitió con otros futuros pívots de la NBA como Eddy Curry o Tyson Chandler. Fue nombrado jugador de instituto del año en Georgia. Brown finalizó su etapa en el instituto batiendo récords en tapones y rebotes. 

### NBA

#### Washington Wizards (2001-2005)
Aunque originalmente iba a jugar en la Universidad de Florida, Brown se declaró elegible para el draft de la NBA de 2001. Los Washington Wizards, bajo su presidente Michael Jordan, decidieron usar el número 1 en él. Antes del draft, se reportó que Brown le dijo al mánager de los Wizards, Doug Collins: "Si me eliges, nunca os arrepentiréis".
Con grandes expectativas, logró promediar una media de 10,3 puntos y 6,7 en rebotes.
En su segunda temporada mejoró su rendimiento, aumentando a 11,4 puntos y 7,3 rebotes. En la tercera los aumentó a 12,9 puntos y 9,4 rebotes. Demostró grandes destellos de calidad, como cuando anotó 30 puntos y capturó 19 rebotes ante Sacramento Kings.
Tras tres años en el conjunto capitalino, Brown firmó una extensión de 5 años a 30 millones de dólares. En las sucesivas temporadas, Brown se vio limitado por las lesiones. También mantuvo encontronazos con compañeros como Gilbert Arenas o su entrenador Eddie Jordan. Ya entonces se le consideraba uno de los mayores aciertos en la historia del draft, junto con también jugadores como Pau Gasol, Tyson Chandler, Shane Battier, Joe Johnson, Zach Randolph, Gerald Wallace, Tony Parker, Gilbert Arenas o Mehmet Okur.

#### Los Angeles Lakers (2005-2008)
En agosto de 2005, Kwame Brown fue traspasado a Los Angeles Lakers junto a Laron Profit por Caron Butler y Chucky Atkins. En diciembre, Brown jugó contra su exequipo, los Wizards, siendo recibido con abucheos cada vez que tocaba el balón. De hecho, protagonizó una asombrosa jugada, cuando su compañero Sasha Vujačić le pasó el balón Brown corrió hacia la canasta y realizó un mate en la cara de Caron Butler
En marzo de 2006 obtuvo la titularidad ante la lesión de Chris Mihm, promediando 11,1 puntos y 7,3 rebotes, y 12,3 puntos y 9,1 rebotes en playoffs. Phil Jackson recompensó la regularidad del pívot dándole la titularidad en la temporada 2006-07. Pero Brown se lesionó a comienzos de temporada, de modo que le reemplazó el jovencísimo Andrew Bynum. Brown volvió a lesionarse a principios de la 2007-08, mostrando un bajísimo nivel de juego en sus apariciones, que le llevaron a las críticas de los fanes de los Lakers.

#### Memphis Grizzlies (2008)
El 1 de febrero de 2008, Brown protagonizó uno de los traspasos más sonados de aquellos años en la NBA, siendo traspasado a Memphis Grizzlies junto a Javaris Crittenton, Aaron McKie y los derechos de Marc Gasol, además de dos futuras primeras rondas de draft por el español Pau Gasol, jugador franquicia de los Grizzlies. Brown solo permaneció varios meses en el conjunto de Tennessee, pues su contrato no fue renovado.

#### Detroit Pistons (2008-2010)
En julio de 2008, firmó con los Detroit Pistons por dos años y 8 millones. Los Pistons estaban en plena reconstrucción tras los anteriores gloriosos años, y Brown llegaba para ejercer de suplente.

#### Charlotte Bobcats (2010-2011)
En agosto de 2010 firmó un contrato de un año con los Charlotte Bobcats, equipo cuyo propietario era Michael Jordan.

#### Golden State Warriors (2011-2012)
En diciembre de 2011, tras el lockout, firmó un contrato de un año por 7 millones de dólares con los Golden State Warriors.

#### Milwaukee Bucks (2012)
En marzo de 2012, Brown recaló en los Milwaukee Bucks junto a Monta Ellis y Ekpe Udoh, en un intercambio por Andrew Bogut y Stephen Jackson.

#### Philadelphia 76ers (2012-2013)
Tras finalizar su contrato con los Bucks, en julio de 2012 firmó por dos años y 6 millones de dólares con los Philadelphia 76ers, el cual fue su último equipo como profesional.

## Polémicas

### Acusación de violación
En 2006, fue investigado debido a una acusación de violación. Una mujer alegó que había sido asaltada sexualmente por Kwame Brown tras el tercer partido de playoffs de 2006 contra los Phoenix Suns. El 11 de julio de 2006, fueron retirados los cargos contra él.

### Incidente con tarta
Según informes policiales, la noche del 13 de enero de 2007, Brown fue acusado de arrojar una tarta a un hombre. Al parecer, estaban celebrando el cumpleaños de su compañero Ronny Turiaf, cuando Brown arrojó una tarta de chocolate al hombre que las acarreaba. El hombre dijo que todo era una broma para Turiaf. Brown lo compensó invitando a cenar a dicho hombre en el Staples Center.

### Arresto en 2007
El 29 de septiembre de 2007, Brown fue arrestado cuando su primo fue descubierto conduciendo en dirección prohibida en una carretera de único sentido. Pese a que Brown no se hallaba dentro del coche en el momento del incidente, fue arrestado y condenado por interferencia en un caso policial.

### Arresto en 2019
A finales de marzo de 2019, ya retirado del baloncesto profesional, fue detenido en el estado de Georgia por posesión de marihuana.

## Estadísticas de su carrera en la NBA

### Temporada regular
| Año     | Equipo       | PJ  | PT  | MPP  | %TC  | %3P  | %TL  | RPP | APP | ROB | TPP | PPP  |
| ------- | ------------ | --- | --- | ---- | ---- | ---- | ---- | --- | --- | --- | --- | ---- |
| 2001-02 | Washington   | 57  | 3   | 14.3 | .387 | .000 | .707 | 3.5 | .8  | .3  | .5  | 4.5  |
| 2002-03 | Washington   | 80  | 20  | 22.2 | .446 | .000 | .668 | 5.3 | .7  | .6  | 1.0 | 7.4  |
| 2003-04 | Washington   | 74  | 57  | 30.3 | .489 | .500 | .683 | 7.4 | 1.5 | .9  | .7  | 10.9 |
| 2004-05 | Washington   | 42  | 14  | 21.6 | .460 | .000 | .574 | 6.2 | .9  | .6  | .4  | 7.0  |
| 2005-06 | L.A. Lakers  | 72  | 49  | 27.5 | .526 | .000 | .545 | 6.6 | 1.0 | .4  | .6  | 7.4  |
| 2006-07 | L.A. Lakers  | 41  | 28  | 27.6 | .591 | .000 | .440 | 6.0 | 1.8 | .9  | 1.2 | 8.4  |
| 2007-08 | L.A. Lakers  | 23  | 14  | 22.1 | .515 | .000 | .406 | 5.7 | 1.2 | .7  | .8  | 5.7  |
| 2007-08 | Memphis      | 15  | 1   | 13.6 | .487 | .000 | .412 | 3.8 | 1.1 | .4  | .3  | 3.5  |
| 2008-09 | Detroit      | 58  | 30  | 17.2 | .533 | .000 | .516 | 5.0 | .6  | .4  | .4  | 4.2  |
| 2009-10 | Detroit      | 48  | 1   | 13.8 | .500 | .000 | .337 | 3.7 | .5  | .3  | .2  | 3.3  |
| 2010-11 | Charlotte    | 66  | 50  | 26.0 | .517 | .000 | .589 | 6.8 | .7  | .4  | .6  | 7.9  |
| 2011-12 | Golden State | 9   | 3   | 20.8 | .525 | .000 | .441 | 6.3 | .4  | .9  | .0  | 6.3  |
| 2012-13 | Philadelphia | 22  | 11  | 12.2 | .459 | .000 | .368 | 3.4 | .4  | .3  | .5  | 1.9  |
| Total   | Total        | 607 | 281 | 22.1 | .492 | .111 | .570 | 5.5 | .9  | .5  | .6  | 6.6  |

### Playoffs
| Año   | Equipo      | PJ | PT | MPP  | %TC  | %3P  | %TL  | RPP | APP | ROB | TPP | PPP  |
| ----- | ----------- | -- | -- | ---- | ---- | ---- | ---- | --- | --- | --- | --- | ---- |
| 2005  | Washington  | 3  | 0  | 20.0 | .385 | .000 | .556 | 5.0 | 1.0 | .0  | .7  | 5.0  |
| 2006  | L.A. Lakers | 7  | 7  | 32.1 | .523 | .000 | .710 | 6.6 | 1.0 | .3  | .9  | 12.9 |
| 2007  | L.A. Lakers | 5  | 5  | 26.6 | .528 | .000 | .556 | 5.6 | .2  | .2  | .8  | 8.6  |
| 2009  | Detroit     | 3  | 0  | 16.0 | .375 | .000 | .750 | 5.0 | .0  | .0  | 1.0 | 3.0  |
| Total | Total       | 18 | 12 | 25.9 | .500 | .000 | .660 | 5.8 | .6  | .2  | .8  | 8.7  |